# جوليان نولز
جوليان نولز (بالإنجليزية: Julian Knowles)‏ هو ملحن أسترالي، ولد في 31 يوليو 1965.

## وصلات خارجية
- جوليان نولز على موقع ميوزك برينز (الإنجليزية)
- جوليان نولز على موقع ديسكوغز (الإنجليزية)